# 拉斯姆斯·尼尔森 (生物学家)
拉斯姆斯·尼尔森（1970年1月27日—）是一位丹麦裔美国遗传学家，加利福尼亞大學柏克萊分校教授，专攻演化生物学有关的统计遗传学和计算基因组学。